# کیسنا: شاعر جنگجو
کیسنا: شاعر جنگجو (به هندی: Kisna: The Warrior Poet) فیلمی محصول سال ۲۰۰۵ و به کارگردانی سوبهاش گای است. در این فیلم بازیگرانی همچون ویوک اوبروی، آنتونیا برناث، ایشا شاروانی، آمریش پوری، اوم پوری، یاشپال شارما، سوشمیتا سن، هیریشتا بهات، رونیت روی ایفای نقش کرده‌اند.